# NGC 4559
NGC 4559 (také známá jako Caldwell 36) je spirální galaxie v souhvězdí Vlasů Bereniky vzdálená přibližně 29 milionů světelných let, která je v dosahu amatérských astronomických dalekohledů. Objevil ji britský astronom William Herschel v roce 1785. Galaxie je členem Skupiny galaxií Vlasy Bereniky I, do které řadíme i NGC 4565 a která se zdá být v procesu přibližování a případného sloučení se sousední Kupou galaxií v Panně.
V upravené Hubbleově klasifikaci galaxií (de Vaucouleursově klasifikaci, podle francouzského astronoma Gérarda de Vaucouleurse) je NGC 4559 zařazena jako typ SAB, což je přechodný typ mezi normální spirální galaxií a spirální galaxií s příčkou. Jako u mnoha jiných poměrně osamělých spirálních galaxií i v NGC 4559 přesahuje oblast neutrálního vodíku daleko rozměry galaxie a v tomto případě se nachází i mimo rovinu galaktického disku.
Na obloze se nachází v severní části souhvězdí, 2° východně od hvězdy Gama Comae Berenices (γ Com) s magnitudou 4,4.

## Supernovy
V roce 1941 zde byla nalezena supernova s názvem SN 1941A, která v maximu dosáhla magnitudy 13,2.